# إلفين إل. مارتينيز
إلفين إل. مارتينيز هو سياسي أمريكي، ولد في 8 أغسطس 1934 في تامبا في الولايات المتحدة. نشط حزبياً في الحزب الجمهوري. وقد انتخب عضو مجلس نواب فلوريدا ‏.